# 레이먼드 매시

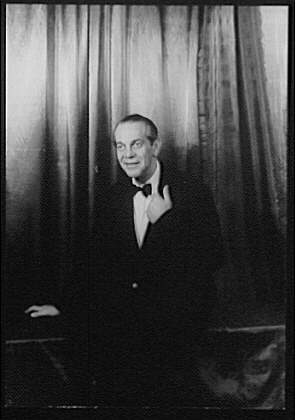

레이먼드 매시(영어: Raymond Massey, 1896년 8월 30일 ~ 1983년 7월 29일)는 캐나다의 배우이다.
토론토에서 태어났으며 미국 로스앤젤레스에서 사망하였다. 사인은 폐렴이다.

## 영화
- 제6지대 (1970년)
- 맥켄나의 황금 (1969년)
- 서부 개척사 (1962년)
- 퀸스 가드 (1961년)
- 오마르 하이얌 (1957년)
- 에덴의 동쪽 (1955년) - 아담 트래스크 역
- 애욕과 전장 (1955년)
- 클라이막스! (1954년)
- 사막의 노래 (1953년)
- 컴 필 더 컵 (1951년)
- 다윗과 밧세바 (1951년)
- 마천루 (1949년)
- 포제스트 (1947년)
- 모닝 비컴 일렉트라 (1947년)
- 천국으로 가는 계단 (1946년)
- 창 속의 여인 (1945년) - 프랭크 래러 역
- 아세닉 엔 올드 레이스 (1944년)
- 데스퍼레이트 저니 (1942년)
- 립 더 와일드 윈드 (1942년)
- 북위 49도선 (1941년) - 앤디 브록 역
- 일리노이의 에이브 링컨 (1940년)
- 드럼 (1938년)
- 영광의 결전 (1937년)
- 허리케인 (1937년)
- 젠다성의 포로 (1937년) - 블랙 미카엘 역
- 다가올 세상 (1936년) - 존 카밸/오스왈드 카밸 역
- 스칼렛 핌퍼넬 (1934년) - 쇼블랑 역
- 올드 다크 하우스 (1932년)
- 대역죄 (1929년)